# Ненсі Астор

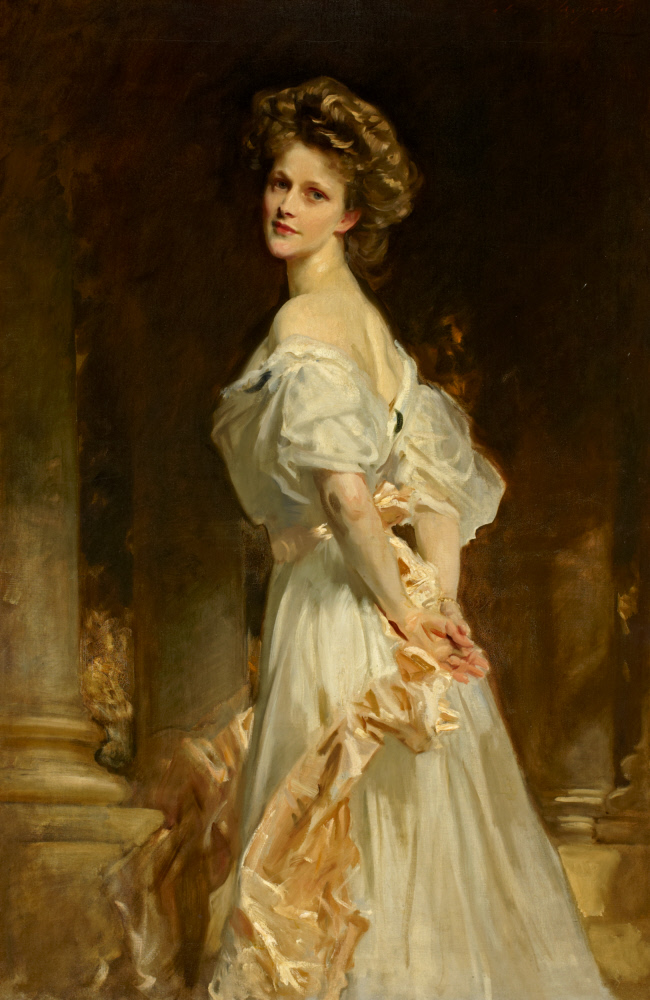
Джон Сінгер Сарджент, Портрет Ненсі Астор

Віконтеса Ненсі Астор (англ. Nancy Witcher Astor, Viscountess Astor, Nancy Langhorne, 19 травня, 1879, Данвіль, Вірджинія, США — 2 травня 1964, Лінкольншир, Велика Британія) — перша жінка, що стала депутаткою Палати громад, нижньої палати британського парламенту.

## Життєпис
Ненсі Вітчер Лангхорн народилася в штаті Вірджинія восьмою з одинадцяти дітей в сім'ї залізничного бізнесмена Чісвела Дабні Лангхорна та його дружини Ненсі Вітчер Кін, що жили в бідності протягом кількох років до її появи на світ. Після народження дівчини батько отримав роботу аукціонера тютюнових виробів в Данвіллі, центрі з великим маркетинговим і обробним потенціалом.
У Ненсі було чотири сестри і три брати, разом з одною з них, Ірен, навчалася в школі для дівчат в Нью-Йорку. Там Ненсі познайомилася зі співвітчизником Робертом Гулдом Шоу II, першим двоюрідним братом полковника Роберта Гоулда Шоу, який командував 54-м полком Массачусетса, першим підрозділом армії Союзу, що складався з афроамериканців. Вони одружилися в Нью-Йорку 27 жовтня 1897 року, коли їй було 18 років.
Шлюб був нещасливим: чоловік був алкозалежним. За час чотирирічного шлюбу народила, проте, сина Роберта Гулда Шоу III. У 1903 році померла мати Ненсі,  вона розлучилася та переїхала в Британію зі своєю сестрою Філліс, де їхня старша сестра Ірен одружилася з Чарльзом Дейном Гібсона та стала моделлю для його проєкту Gibson girls.
Ненсі Шоу швидко стала відомою в англійському суспільстві як розумна та дотепна американка, що була дуже релігійно побожною та елегантною в поведінці.
Там вона одружилася з англійцем, що все ж був народжений у США, Валдорфом Астором. Обоє були одного віку та навіть народилися того ж дня, 19 травня 1879 року.

## Політична діяльність
Леді Астор стала депутаткою Палати громад в 1919 році і в цілому працювала в парламенті протягом 25 років. Вона приділяла велику увагу соціальним проблемам жінок і сім'ї, була відомою як гаряча противниця алкоголю: у своїй першій промові в парламенті вона назвала його «демоном», який є коренем усіх зол, а в 1923 році виступила з законопроєктом про продаж спиртних напоїв лише особам, що досягли 18-річного віку.
Виявляла також активний інтерес до світової політики. Спочатку вона і її чоловік підтримували прем'єр-міністра Великої Британії Невілла Чемберлена, і,  незважаючи на антисемітські погляди Астор, вплив на пронацистську політику не був задокументований в її діяльності, хоча після вступу країни 3 вересня 1939 року у Другу світову війну Астор стала стійкою критикинею пасивного ставлення уряду Чемберлена до нацизму. Однак політику Вінстона Черчилля леді Астор також не підтримувала.
Ненсі Астор мала також суворі антикомуністичні настрої. Після прийняття Мюнхенської угоди вона сказала, що якщо чеські біженці, що втікають від нацистського гніту, є комуністами, вони повинні шукати притулку в СРСР, а не на території Британії.
Під час візиту в СРСР в 1931 році Ненсі Астор зустрілася зі Сталіним та задала доволі складне питання: «Коли ви припините вбивати своїх підданих?». Сталін зажадав перекласти сказане нею дослівно і відповів: "У нашій країні йде боротьба з порушниками конституції. Мир настане, коли порушення припиняться ". Наскільки відомо, Ненсі Астор — єдина людина, що прямо в лице назвала Сталіна вбивцею.
Коли прийшла війна, Астор визнала, що зробила помилки, і проголосувала проти Чемберлена. У промові 1939 року прорадянський народний депутат Стаффорд Кріппс назвав її «членом Берліна».
Її промови стали розгубленими і незрозумілими; один з її опонентів сказав, що обговорення її стало «як грати в сквош з блюдом з омлетом».
Період з 1937 р. до кінця війни був для неї особисто складним: з 1937 по 38 рр. леді Астор втратила і свою сестру Філліс, і єдиного, що до того часу вижив, брата. У 1940 році лорд Лотіан, що був її найближчим другом, помер. Під час війни її чоловік пережив серцевий напад.
На перших післявоєнних виборах в 1945 році Астор не виставляла свою кандидатуру й останні два десятиліття життя провела поза політикою.
Ненсі Астор померла в 1964 в замку Грімсторп в Лінкольнширі. Її кремували, а попіл поховали у храмі Octagon у Клівдені.